# De Lessepsbuurt

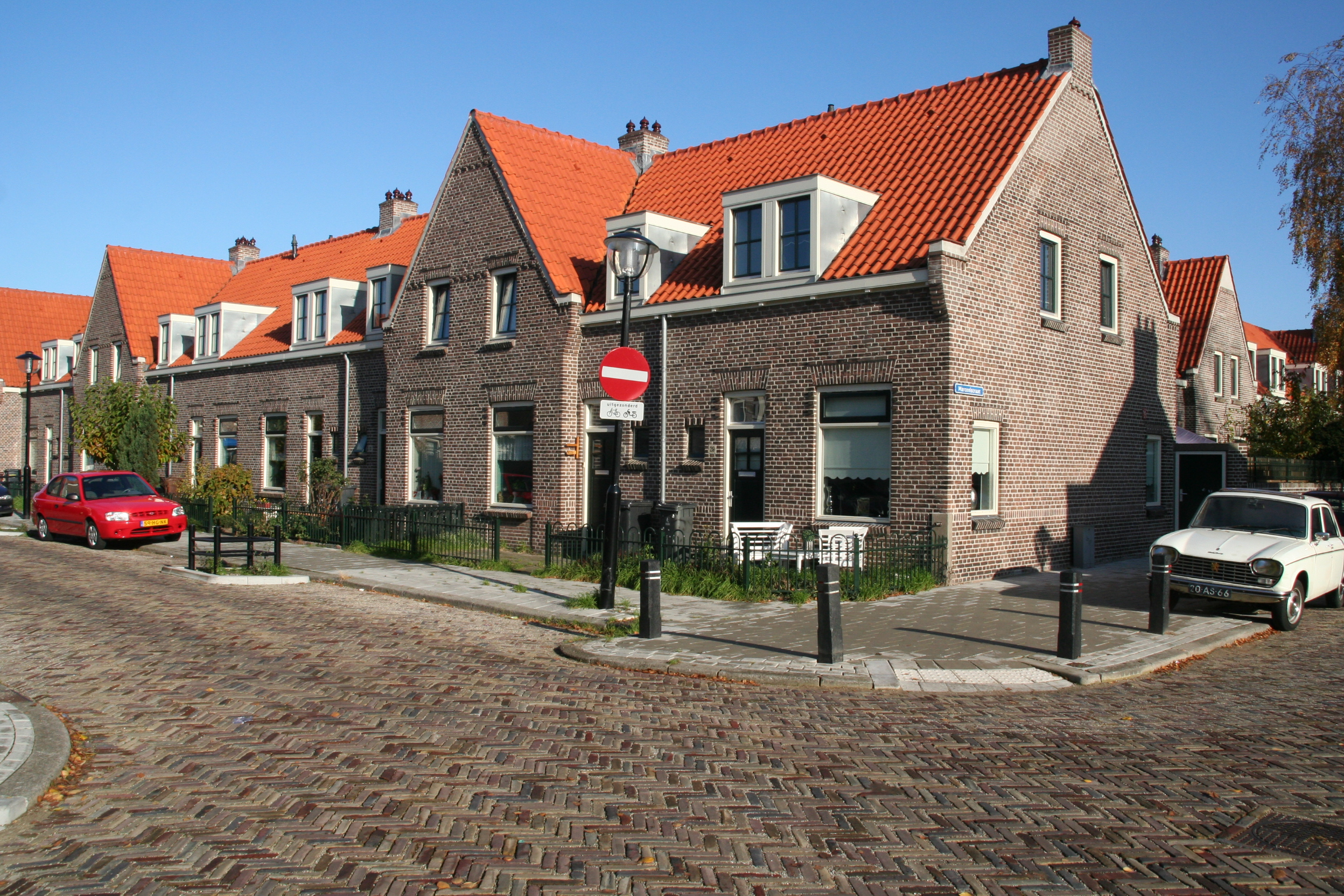
Marconistraat in de De Lessepsbuurt

De De Lessepsbuurt is een tuindorp uit het begin van de 20e eeuw in de Utrechtse wijk Noordwest (buurt: Elinkwijk en omgeving). Tegenwoordig maakt de De Lessepsbuurt deel uit van de stad Utrecht, maar de buurt is gebouwd in de voormalige gemeente Zuilen te midden van de weilanden tussen Utrecht en Zuilen. Oude Zuilenaren gebruiken de Oude Bouw als naam van de buurt.

## Ontstaan
De De Lessepsbuurt is tussen 1913–1917 gebouwd op initiatief van Woningbouwvereniging Zuilen. Deze woningbouwvereniging was opgericht voor de arbeiders van de fabrieken Werkspoor en Demka, die beide in de jaren 10 van de 20e eeuw vanuit Amsterdam en Hoogezand-Sappemeer naar de Lage Weide verhuisden. De buurt is ontworpen door de architect Ph. J. Hamers.
Architect Hamers moest zich houden aan een strak stratenpatroon, dat al door de gemeente Utrecht was opgesteld. Hamers zorgde voor het karakter van een tuindorp, door de rooilijn van de rijwoningen naar achteren te leggen en hoekwoningen en winkels juist naar voren te laten steken. De voortuinen liggen hierdoor enigszins beschut. De open bouwblokken kregen een vriendelijk en groen karakter en ook de straten werden zo groen mogelijk ingericht. In de centrale De Lessepsstraat stonden kastanjebomen, die in de oorlog als brandhout zijn gebruikt. In totaal werden veertien bouwblokken gebouwd, met daarin 361 woningen en 7 winkels. Toen het af was lag het wijkje afgelegen, midden in de weilanden tussen Utrecht en Zuilen.
De kwaliteit van de woningen was goed. De woningen waren voor de tijd ruim, goed geventileerd en divers. Vijf verschillende woningtypen, twintig verschillende indelingen, eigenlijk was elke woning anders. De opdrachtgever was minder enthousiast over de overschrijding van de kosten. Volgende bouwprojecten werden niet als tuindorp ontworpen en er werden andere architecten ingeschakeld.
Vóór de Tweede Wereldoorlog waren huurders verplicht aandeelhouder van hun woningcorporatie. Iedere bewoner moest daarom twee aandelen kopen van woningbouwvereniging Zuilen à vijfentwintig gulden per stuk. De woningbouwvereniging had veel te vertellen over het leven van de bewoners, zoals overigens in die tijd gebruikelijk was. Er waren bewust geen cafés in de wijk. Een jaarlijkse inspectie door het bestuur van de vereniging keurde de netheid van de woningen en de tuinen. Tot in de jaren 70 werd er door de vereniging op toegezien dat bewoners zich netjes gedroegen.
De naam van de buurt is afgeleid van de De Lessepsstraat. Deze straat is vernoemd naar de bedenker en bouwer van het Suezkanaal, de Franse graaf Ferdinand de Lesseps. Ook de andere straten in deze buurt zijn vernoemd naar bekende uitvinders, zoals Galvani, Marconi, Ampère, en Linnaeus.

## Verval en renovatie
Na groot onderhoud in 1980 werd er door de woningbouwvereniging nauwelijks onderhoud aan de woningen gepleegd omdat ervan uitgegaan werd dat de woningen in 2005 zouden worden gesloopt. De buurt ging daardoor flink achteruit.
Ondanks de slechte staat van de woningen was er onder de bewoners veel verzet tegen de voorgenomen sloop. Ze eisten renovatie van hun woningen. Woningcorporatie Mitros (in 1998 ontstaan uit enkele fusies) stemde in met deze eisen. Samen met de bewoners werd in 2002 een renovatieplan opgesteld. Vanaf 2005 hebben Mitros en de gemeente gezamenlijk de wijk gerenoveerd. Net als bij de bouw van de buurt, is dus bij de renovatie ervan de betrokkenheid van de bewoners belangrijk geweest.
De woningen zouden in principe in bewoonde staat worden gerenoveerd, omdat de vele oudere bewoners opzagen tegen verhuizen. De werkzaamheden bleken echter alsnog erg zwaar voor sommige bejaarde bewoners. Hoewel iedereen tevreden is over het resultaat was de renovatie een moeizaam proces, dat flink wat stress heeft opgeleverd voor zowel Mitros, de aannemers als de bewoners.
De basisrenovatie was niet kostendekkend. De huur van de zittende bewoners kon slechts beperkt worden opgehoogd, omdat veel van de renovatiewerkzaamheden niet direct tot zogeheten 'geriefsverbetering' leidden. Leegstaande woningen en woningen die gedurende de renovatieperiode vrij kwamen, werden ook aan de binnenkant ingrijpend aangepast en opgeknapt. De huur van deze woningen werd flink opgetrokken zodat dit deel van de renovatie wel kostendekkend was. Bovendien was het idee hiermee meer draagkrachtige bewoners aan te trekken.
De gemeente heeft tijdens de renovatie van de woningen de openbare ruimte opgeknapt, met nieuwe bestrating en lantaarnpalen. 

## Beschermd stadsgezicht
De buurt is sinds december 2013 officieel (Rijks)beschermd stadsgezicht.